# Naravoslovna pot Berl
Na robu naselja Hajdoše ob stari strugi reke Drave poteka naravoslovna pot Berl. Na delu poti je urejena učilnica v naravi, v kateri so predstavljene značilne rastlinske in živalske vrste tega območja. Skrivnosti reke Drave se najlepše razodenejo v skritih mrtvicah, rečnih rokavih, poplavnih logih, brzicah in prodiščih. Ti naravni habitati so ohranjeni tudi na tem območju, kjer lahko opazujemo poplavno območje reke Drave z nekdanjimi mrtvicami ter pristnim rastlinstvom in živalstvom. Tod lahko srečamo zajca, srno, jerebico, fazana, prepelico, jelene ter divjega prašiča. 
Zaščitni znak naravoslovne poti je vodomec, ki ima svoja gnezdišča tudi ob reki Dravi. Vodomec je majhna ptica stalnica s kovinsko modro barvo. Prepoznamo jo po predirljivem oglašanju »tiit«. Njegovo gnezdišče so strmi, peščeni bregovi rek in potokov. Tam si skoplje gnezditveni rov, ki ima na koncu kamrico, kjer samica znese jajca. Zaradi utrjevanja rečnih bregov ter uravnavanja rek in potokov gnezdišča vodomca izginjajo. Število gnezdečih parov upada, zato je uvrščen med ogrožene živali.
Naravoslovna pot Berl je bila oblikovana z namenom, da bi znali ceniti in pravilno vrednotiti območje ob stari strugi reke Drave. Pot je krožna in dolga 2,38 km. Označeno pot je mogoče prehoditi v eni uri. Do naravoslovne poti vodijo dobre prometne povezave, izhodišče je dostopno z avtomobilom. 
Naravoslovna pot Berl je nova možnost odkrivanja pomena poplavnih logov in rečnih mrtvic. Obpanonske pokrajine Slovenije prejmejo najmanj padavin, zato je vsak vodni vir in vsaka rečna mrtvica še kako pomembna. 